# Гольциус, Хендрик
Хендрик Гольциус (нидерл. Hendrick Goltzius, январь или февраль 1558, Брюгген, Северный Рейн-Вестфалия, или Лимбург — 1 января 1617, Харлем) — выдающийся художник нидерландского маньеризма, живописец, рисовальщик и гравёр, мастер резцовой гравюры на меди, один из основателей харлемской Академии художеств.

## Биография
Гольциус родился в Голландии, недалеко от Венло, в маленькой деревне Миллебрехт (Брахт), ныне муниципалитет Брюгген, земля Северный Рейн-Вестфалия, в семье немецкого происхождения. Его настоящая фамилия Гольц (Goltz), в дальнейшем, следуя моде, он прибавил к ней латинское окончание. Его семья переехала в Дуйсбург, близ Дюссельдорфа, когда будущему художнику было 3 года. Ребёнком Хендрик упал на горящие угли и изуродовал себе правую руку. Впоследствии художник сделал несколько графических этюдов своей покалеченной руки.
Первые познания в рисунке и живописи на стекле мальчик приобрел у отца, мастера-витражиста, позднее — у Ламберта Ломбарда. В 1575 году отец определил Хендрика в ученики к философу, теологу и художнику-гравёру Дирку Волькертсену Коорнгерту, работавшему в Ксантене (Рейнская область), чтобы сын научился гравировальному мастерству. Коорнгерт вернулся в свой бывший дом в Харлеме в Голландии в начале 1577 года, в том же году за ним последовал Гольциус. В течение следующих нескольких лет Гольциус гравировал по рисункам и картинам других художников для Коорнгерта и антверпенских издателей вместе с гравёром Филиппом Галле, также учеником Коорнгерта.

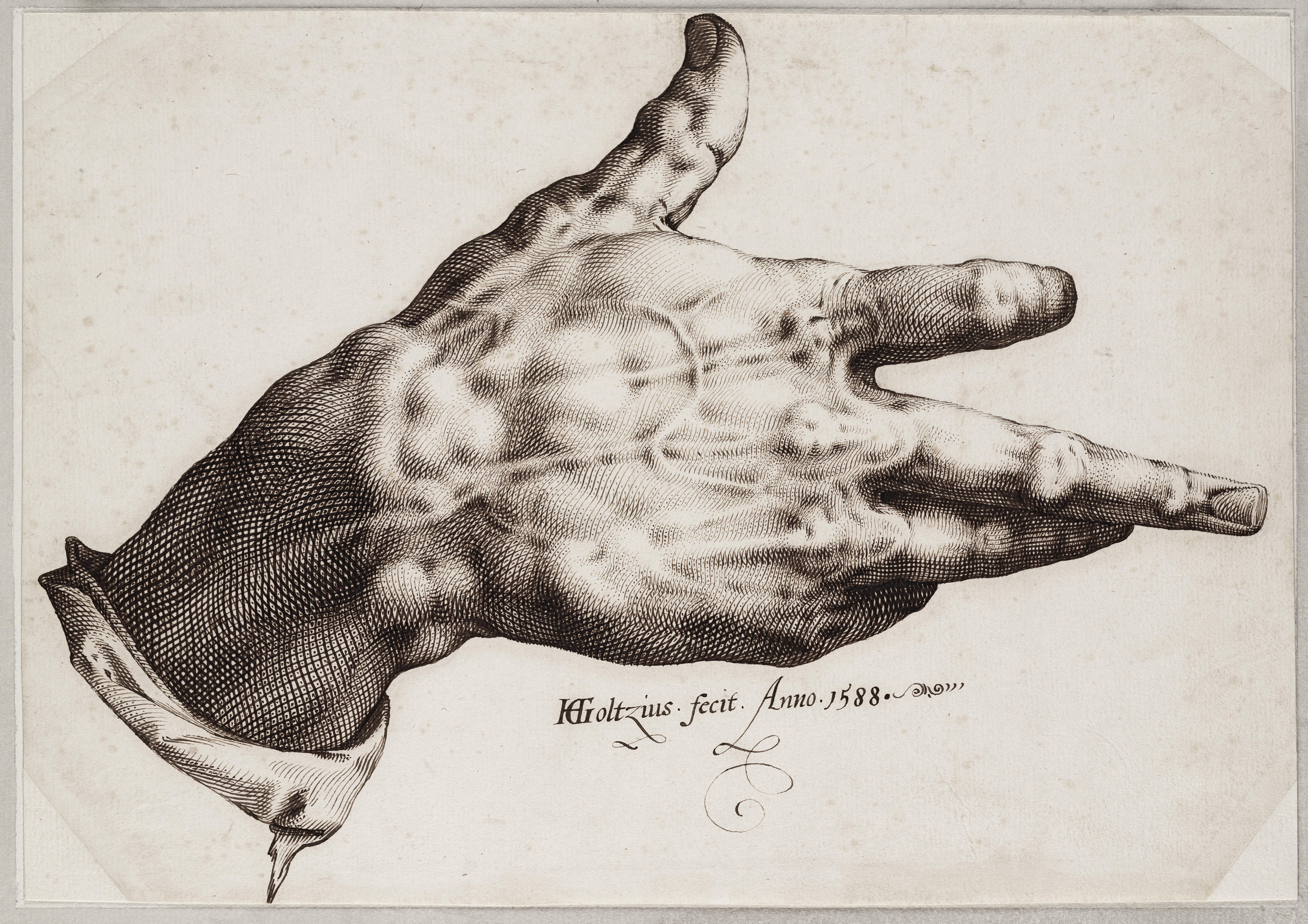
Х. Гольциус. Рисунок правой руки. Музей Тейлора, Харлем

В 1579 году, в возрасте 21 года, Хендрик женился на богатой вдове, намного старше его. Этот «неравный брак» дал художнику экономическую самостоятельность. Он стал достаточно богат, чтобы купить дом и открыть собственную гравировальную мастерскую, а через два года нанял двух учеников. Гольциус, по-видимому, сам начал издавать гравюры в 1580 году.
Примерно в 1584 году Гольциус встретил художника (и его будущего биографа) Карела ван Мандера, беженца из Фландрии. Ван Мандер работал в Италии и Австрии и был знаком с многими художниками и направлениями в искусстве. Он познакомил Гольциуса с рисунками фламандского художника Бартоломеуса Спрангера (Шпрангера), с 1580 года работавшего в Праге для императора Священной Римской империи Рудольфа II. Работы этого художника оказали значительное влияние на творчество Гольциуса.
В 1587 году (в некоторых источниках называется 1583 или 1600 год) Гольциус вместе с Корнелисом Харлемским и Карелом ван Мандером основал в Харлеме Академию художеств, или, как её позднее стали называть, Харлемскую академию маньеристов.
С конца 1580-х годов Гольциус страдал от депрессии и чахотки. Его семейная жизнь не удалась и в 1590 году он сбежал от жены и, несмотря на свои болезни, отправился в Италию. Через Гамбург и Мюнхен он поехал в Венецию, Болонью и Флоренцию. В январе 1591 года прибыл в Рим, где он пробыл восемь месяцев (кроме краткого пребывания в Неаполе).
Часть путешествия он совершил пешком, выдавая себя за простолюдина, «отчасти для того, чтоб свободнее прислушиваться к суждениям о себе самом, отчасти из любви к мистификациям». В Риме он открыл для себя творчество Рафаэля, но особенно был впечатлён творениями Микеланджело Буонарроти и Джамболоньи. Он изучал искусство всех периодов: от классической скульптуры до мастеров эпохи Возрождения. Гольциус привез в Харлем большую коллекцию рисунков, которые использовал всю оставшуюся жизнь. Например, известны три его гравюры с изображениями классических статуй, в частности, Геркулеса Фарнезе.
Он вернулся в Харлем в августе 1591 года и проработал в этом городе до самой смерти. К 1616 году его здоровье ухудшилось, и 1 января следующего года он умер в возрасте 58 лет.

## Творчество
Более всего Хендрик Гольциус известен как виртуозный мастер резцовой гравюры на меди. Гравюры Гольциуса впечатляют высоким уровнем техники штриха, качеством моделировки объёмов и «чувством формы», воспринятым у итальянских художников. Однако в сравнении с техникой и формальным блеском заметна некоторая вторичность и выхолощенность содержания, свойственные многим художникам-маньеристам.
В год в печатной мастерской выпускали десятки гравюр на меди по рисункам Гольциуса, многие выгравированы им самим. Гольциус также начал создавать гравюры на дереве. Например, «Геракл, убивающий Какуса» (1588), выполненный в манере кьяроскуро.
Шедеврами графики признаны награвированные Гольциусом миниатюрные портреты современников, шесть гравюр из серии «Жизнь Девы Марии» (1593—1594), одна из которых выполнена в стиле Альбрехта Дюрера, другая в стиле Лукаса ван Лейдена и четыре в манерах других художников. Ван Мандер в «Книге о художниках» отмечал, что Гольциус стремился подготовить как можно больше гравюр к продаже на Франкфуртской книжной ярмарке весной 1594 года. К концу XVI века он создал около трехсот десяти гравюр по собственным рисункам и еще семьдесят по оригиналам других авторов. Гольциус также создал большое количество рисунков, задуманных как самостоятельные произведения искусства, в дополнение к работам, служащим основой для гравюр. Его рисунки, выполненные пером и чернилами, мелом или серебряным штифтом на пергаменте, бумаге или холсте, приобретали коллекционеры по всей Европе. Всего сохранилось около пятисот рисунков.
Гольциус довел до высочайшего уровня приём «выпуклой линии» (нидерл.  zwellende lijn), при котором в зависимости от силы нажима на резец модулируют толщину штриха, выявляющего на оттиске объёмную форму. Он также был изобретателем техники «точка и ромб» (нидерл.  stip en ruit), когда, в ромбовидное пространство, образуемое перекрещивающимися штрихами, наносят точки, усложняющие игру тона.
Только один гравёр-издатель Хольштейн заказал Гольциусу 388 гравюр известных картин, от других печатников он получил заказ на гравирование еще 574 произведений. Около 1600 года Гольциус, продолжая рисовать, перестал создавать гравюры и сосредоточился на живописи. Он передал издание гравюр своему пасынку Матаму. Гольциусу приписывают около пятидесяти сохранившихся картин.
В семье Гольциусов, кроме Хендрика, были и другие художники. Среди них гравёр Якоб Гольциус Первый (1535—1609), брат Хендрика: Якоб Гольциус Второй (1574—1630), гравёр и живописец; гравёр и нумизмат Хубрехт Гольциус (1526—1583).
Во второй половине 1580-х годов в мастерской Гольциуса работали помощники и ученики, в том числе его пасынок Якоб Матам, Якоб (Жак) де Гейн Второй, Ян Питерс Санредам Старший, Питер де Йоде Старший, Иоганн Лисс.

## Галерея

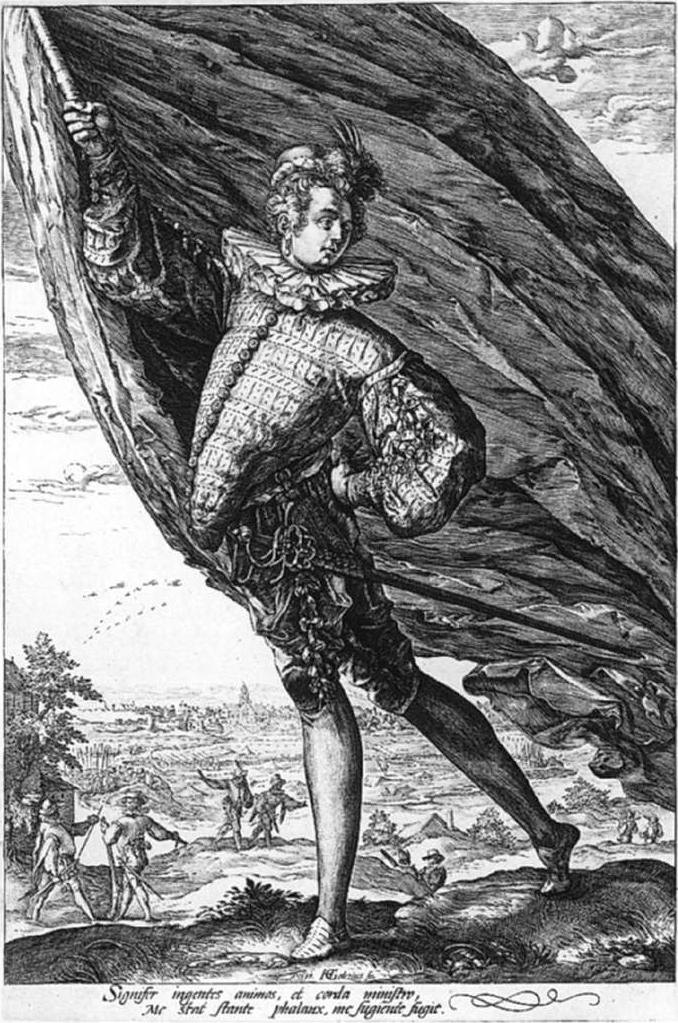
Великий знаменосец. 1587. Офорт
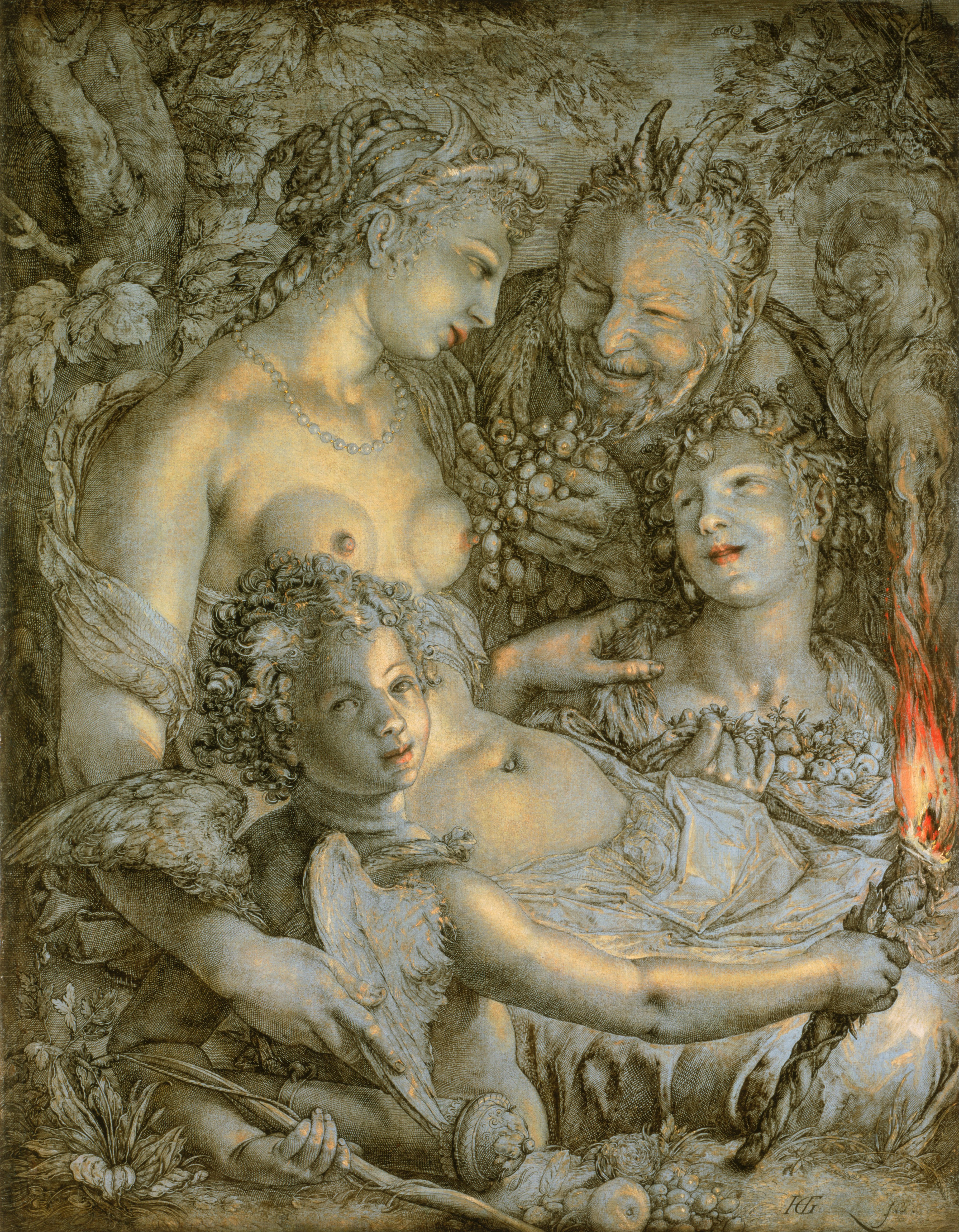
Sine Cerere et Baccho friget Venus (лат., Без Цереры и Бахуса Венера зябнет). Между 1600 и 1603. Холст, масло, пастель, перо, чернила. Художественный музей Филадельфии, США
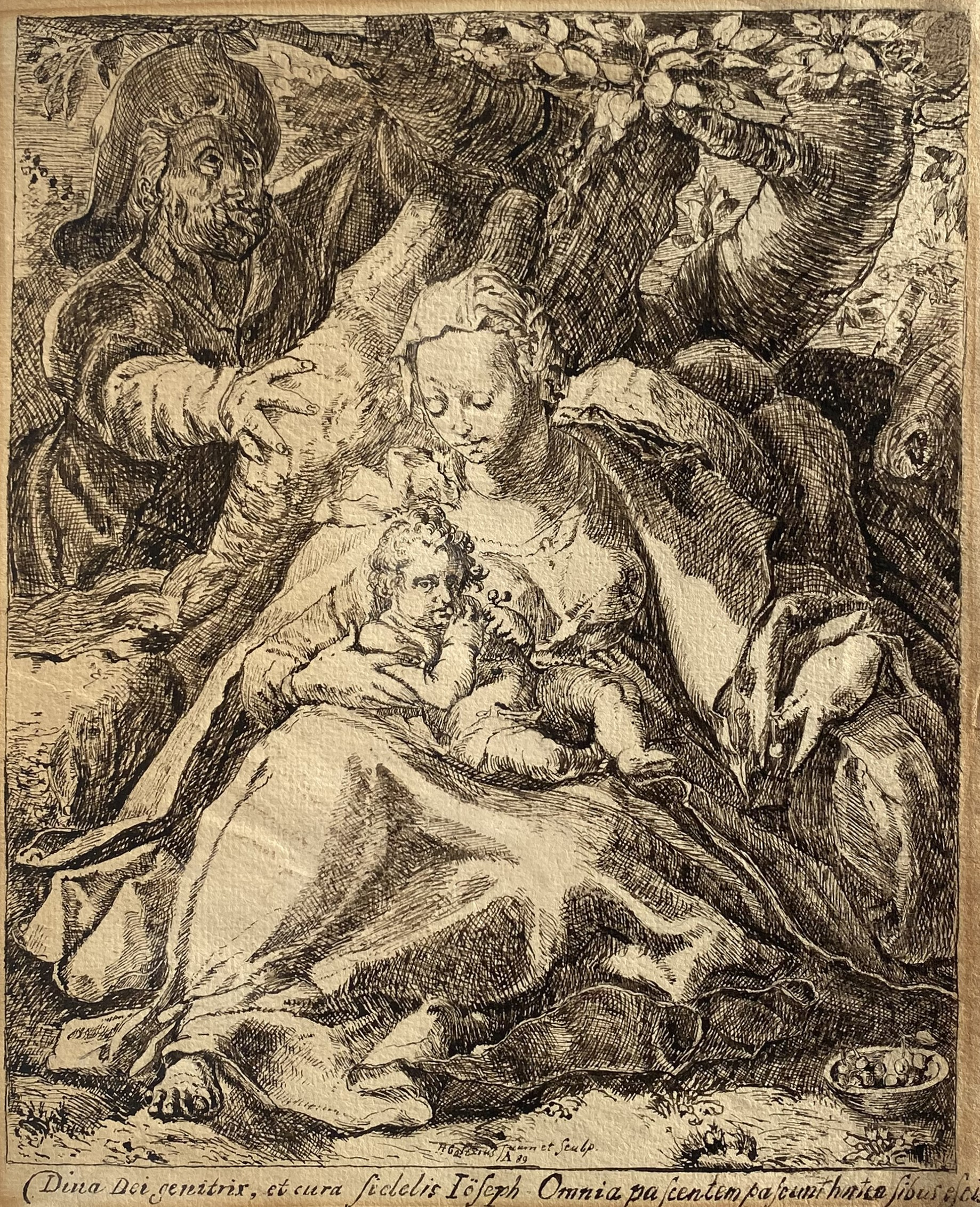
Diva Dei genitrix, et cura fidelis Ioseph (лат., Богиня, Матерь Божия и истинная забота Иосифа). 1589. Бумага, перо, чернила
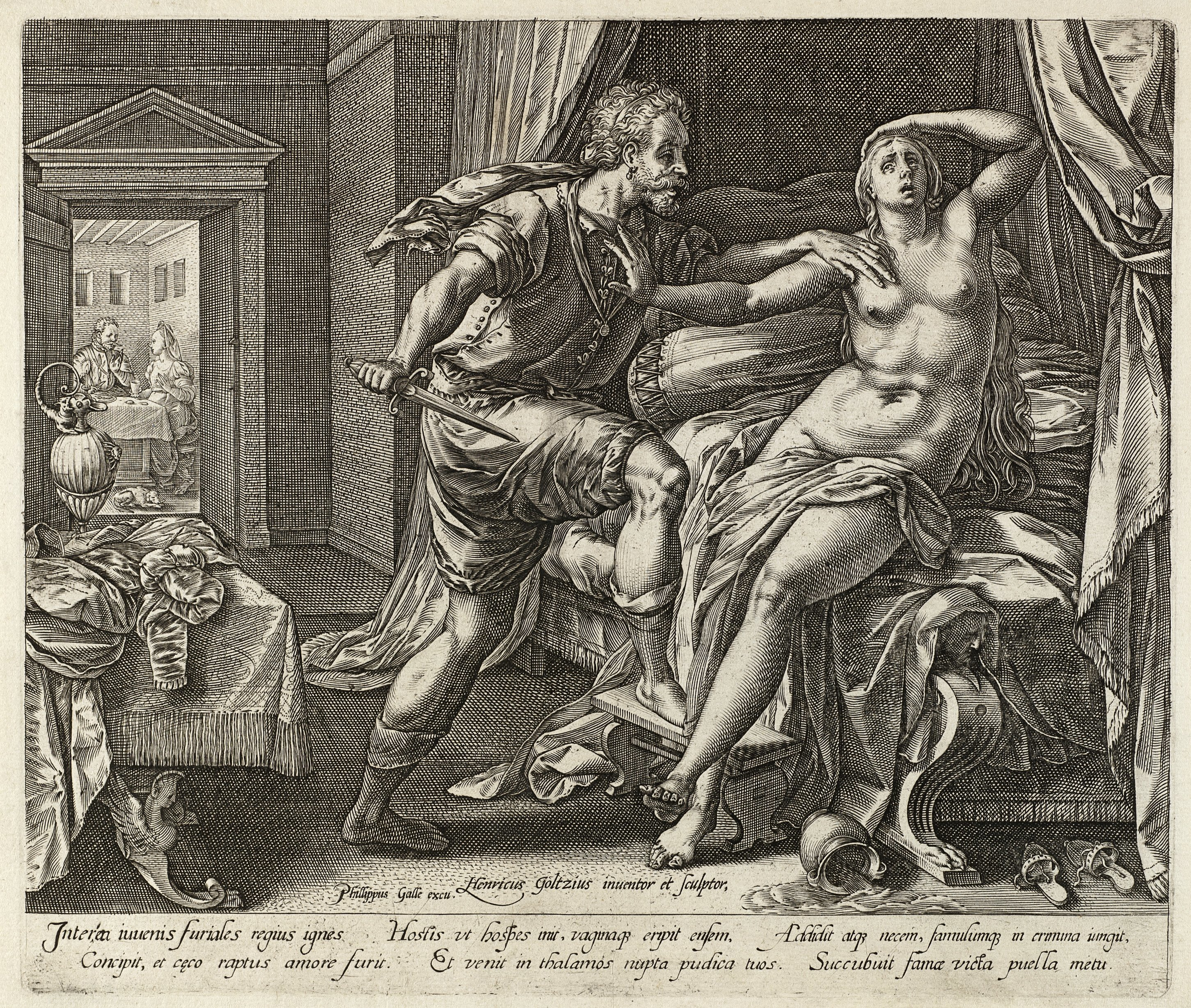
Смерть Лукреции. 1580. Гравюра Ф. Галле по рисунку Х. Гольциуса
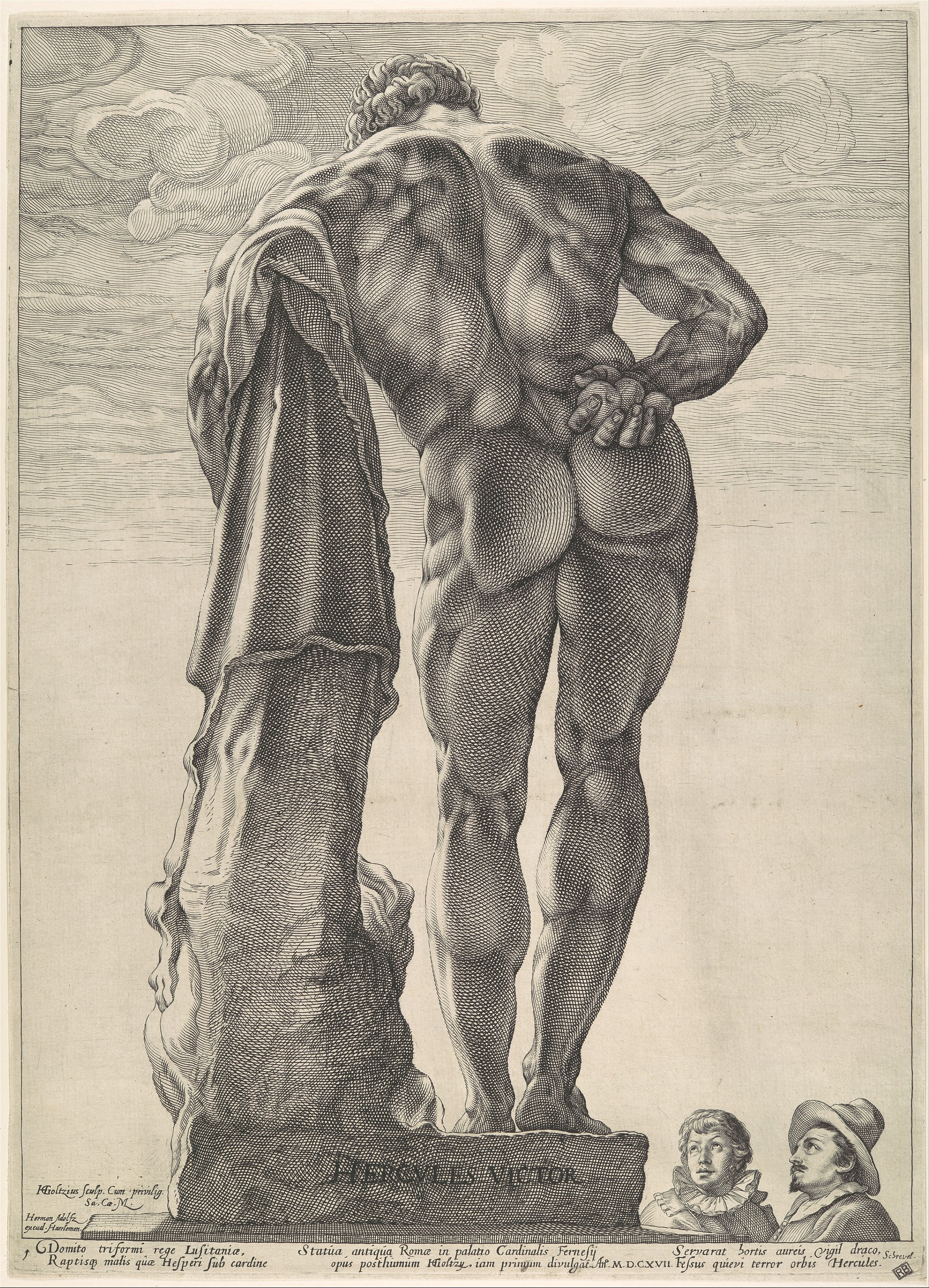
Геркулес Фарнезский. 1617. Гравюра резцом на меди
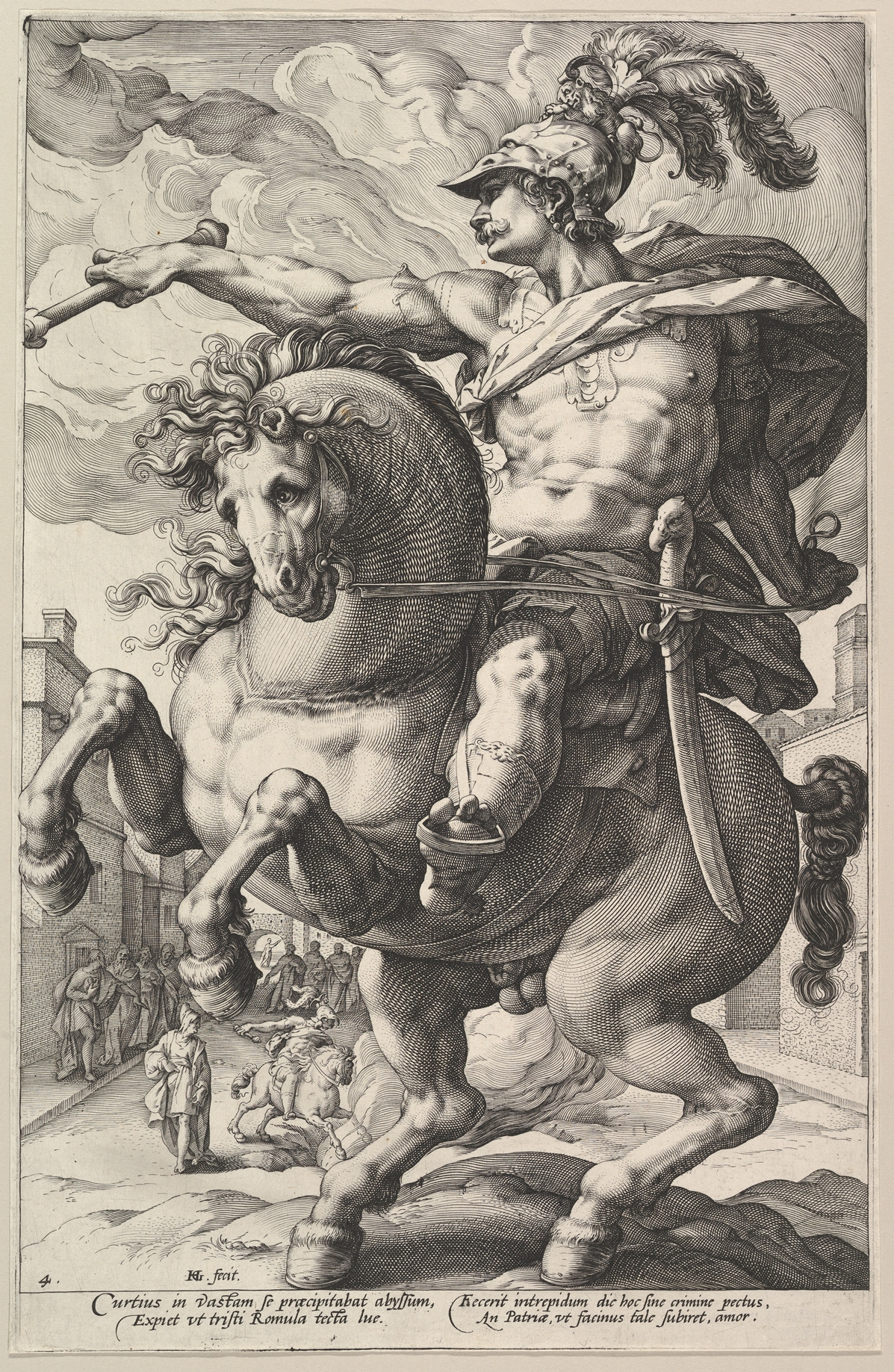
Марк Курций. Из серии «Герои Рима». 1586. Гравюра резцом на меди
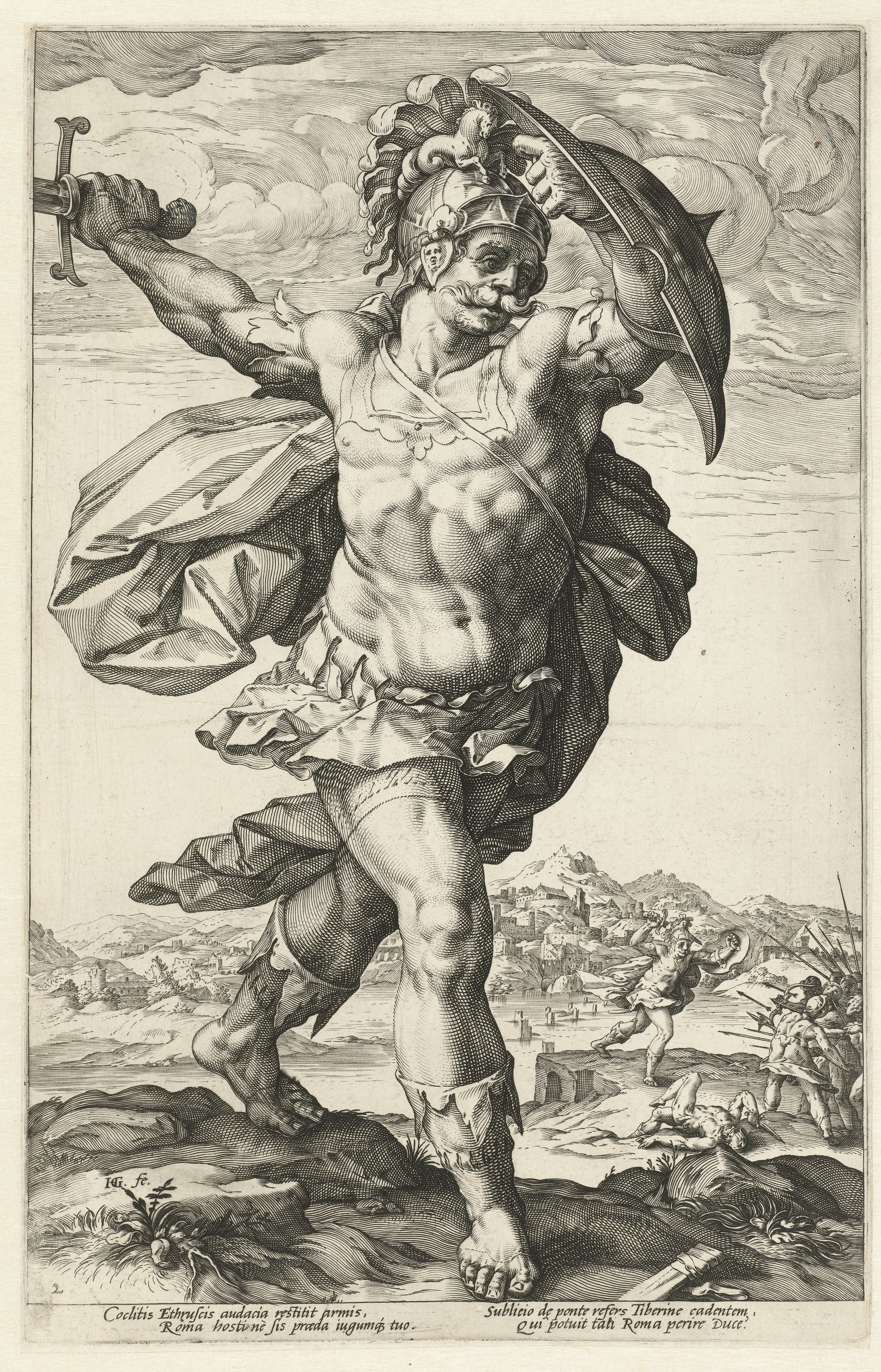
Гораций Коклес. Из серии «Герои Рима». 1586. Гравюра резцом на меди
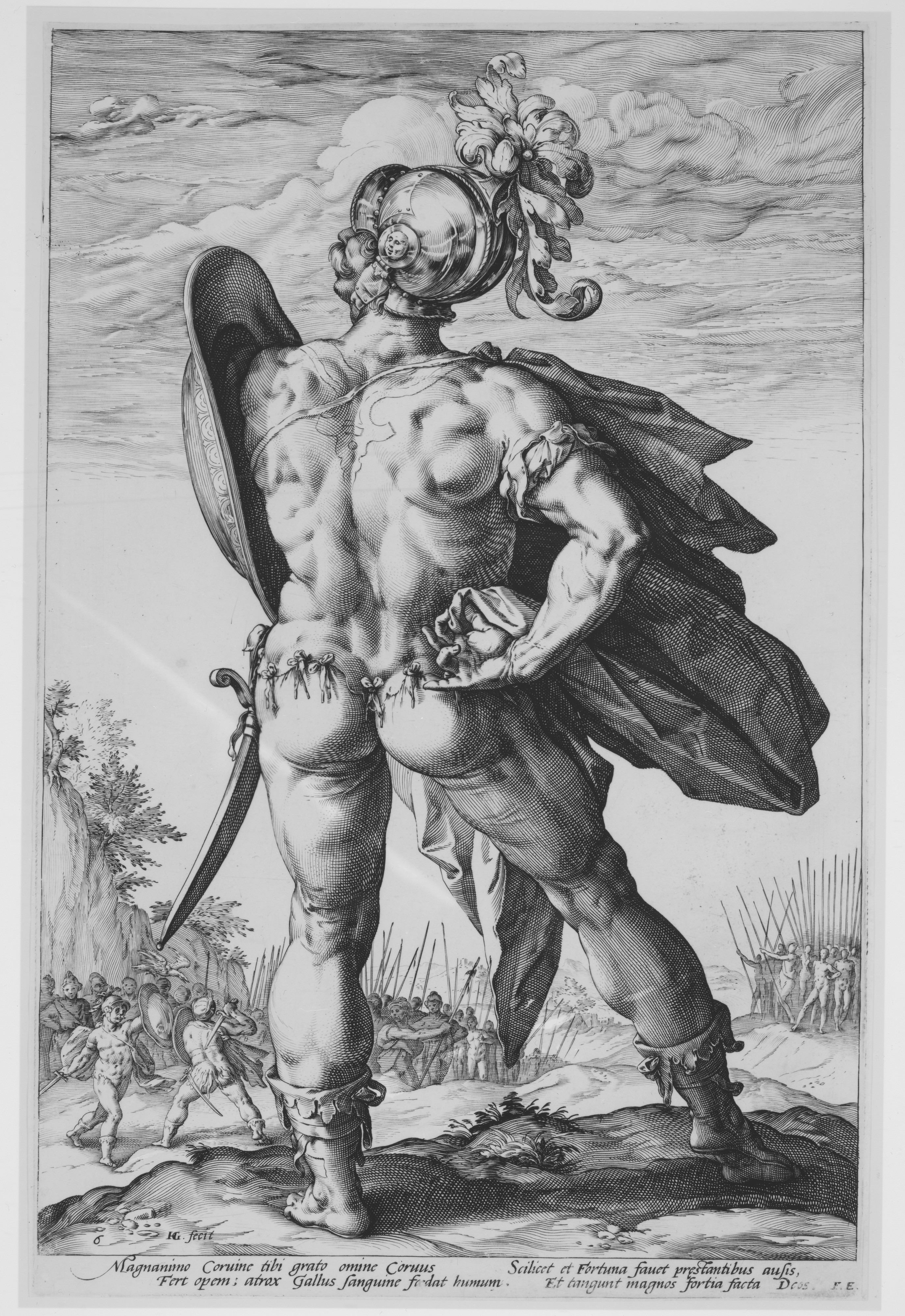
Марк Валерий. Из серии «Герои Рима». 1586. Гравюра резцом на меди
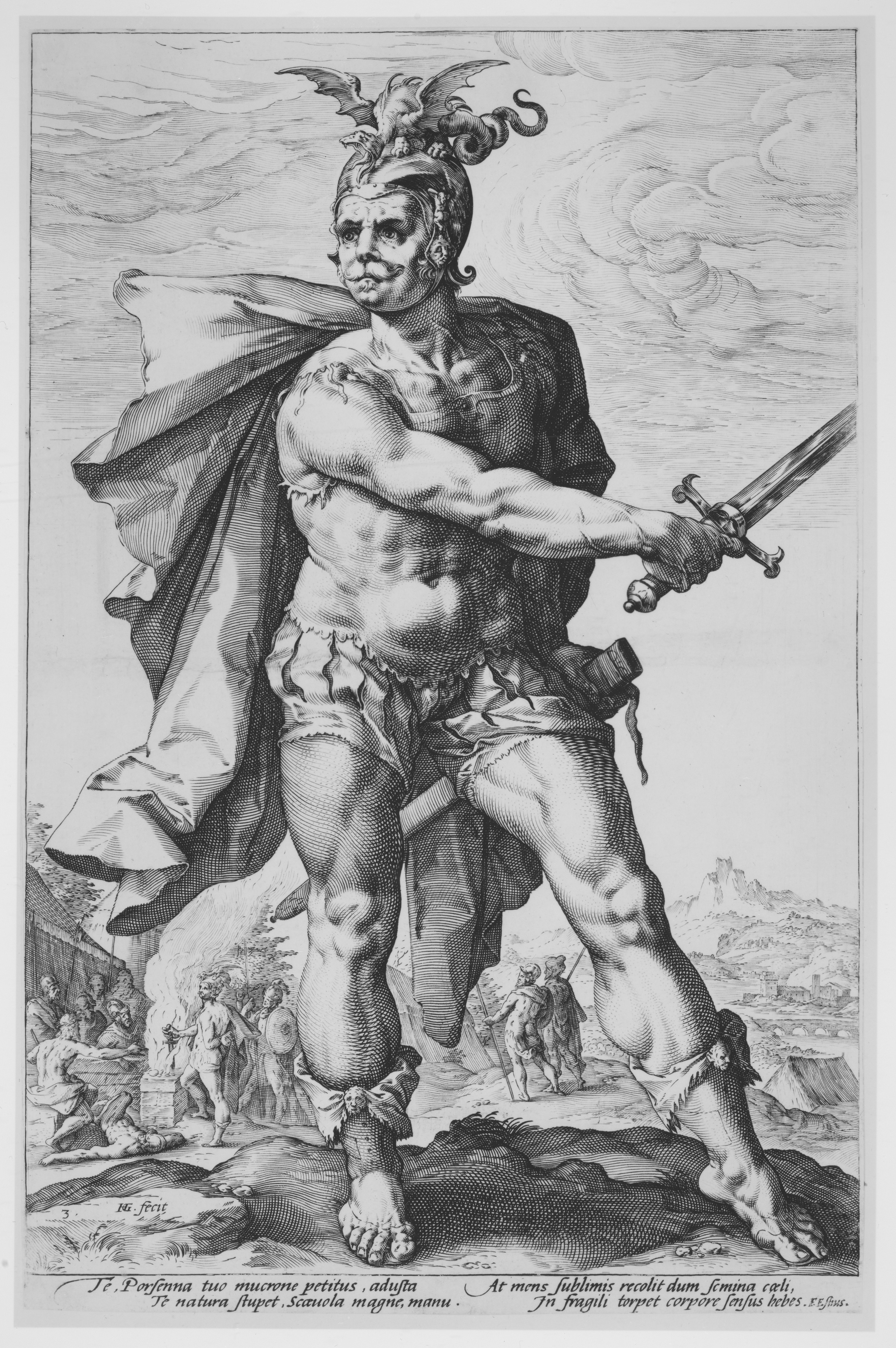
Муций Сцевола. Из серии «Герои Рима». 1586. Гравюра резцом на меди
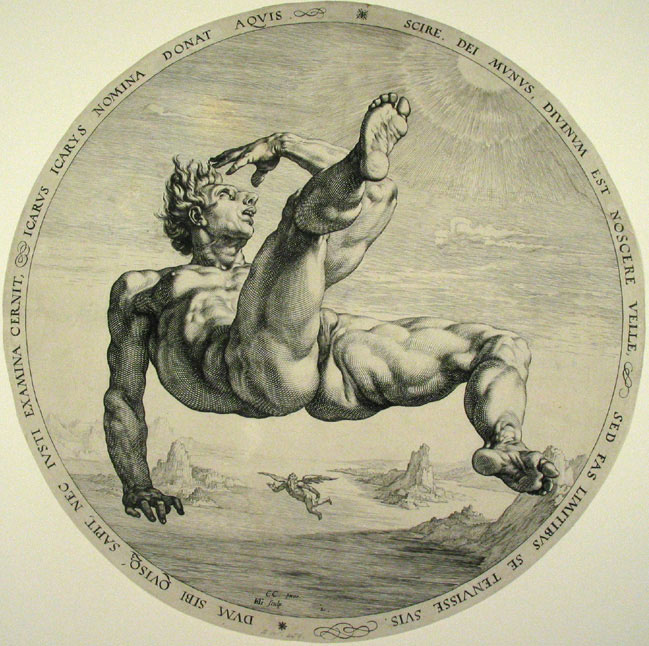
Икар. 1588. Гравюра резцом на меди
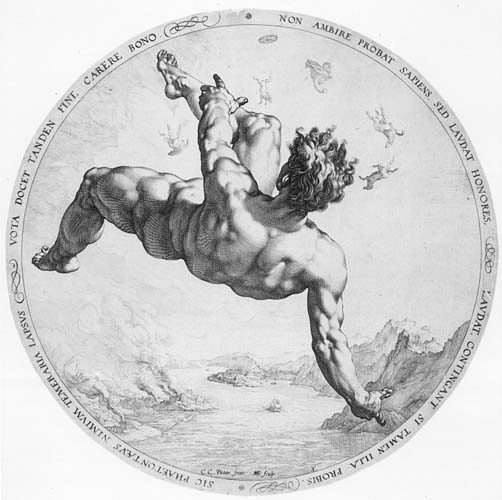
Фаэтон. 1588. Гравюра резцом на меди
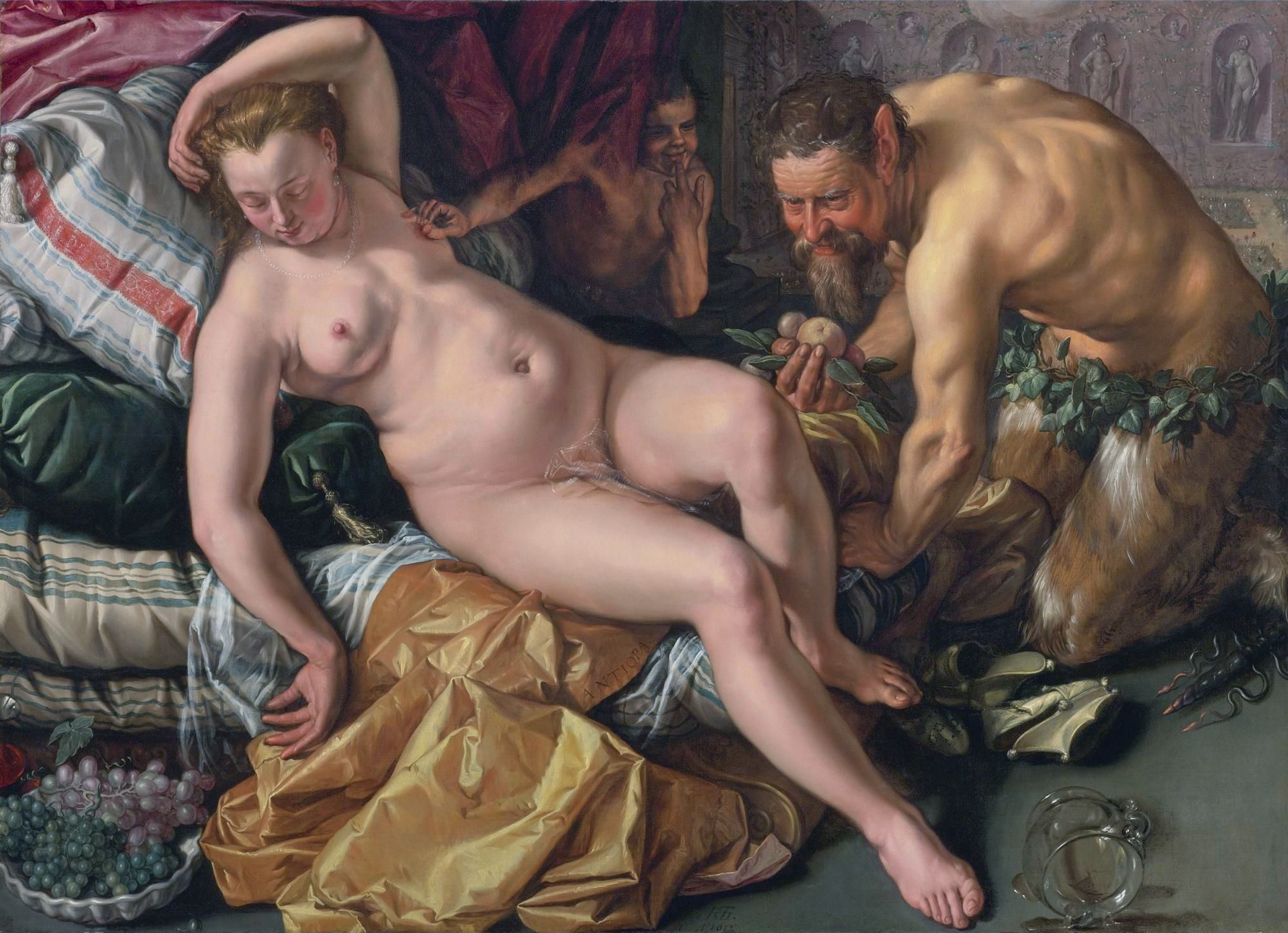
Юпитер преследует Антиопу в облике сатира. 1612. Холст, масло. Лондонская национальная галерея
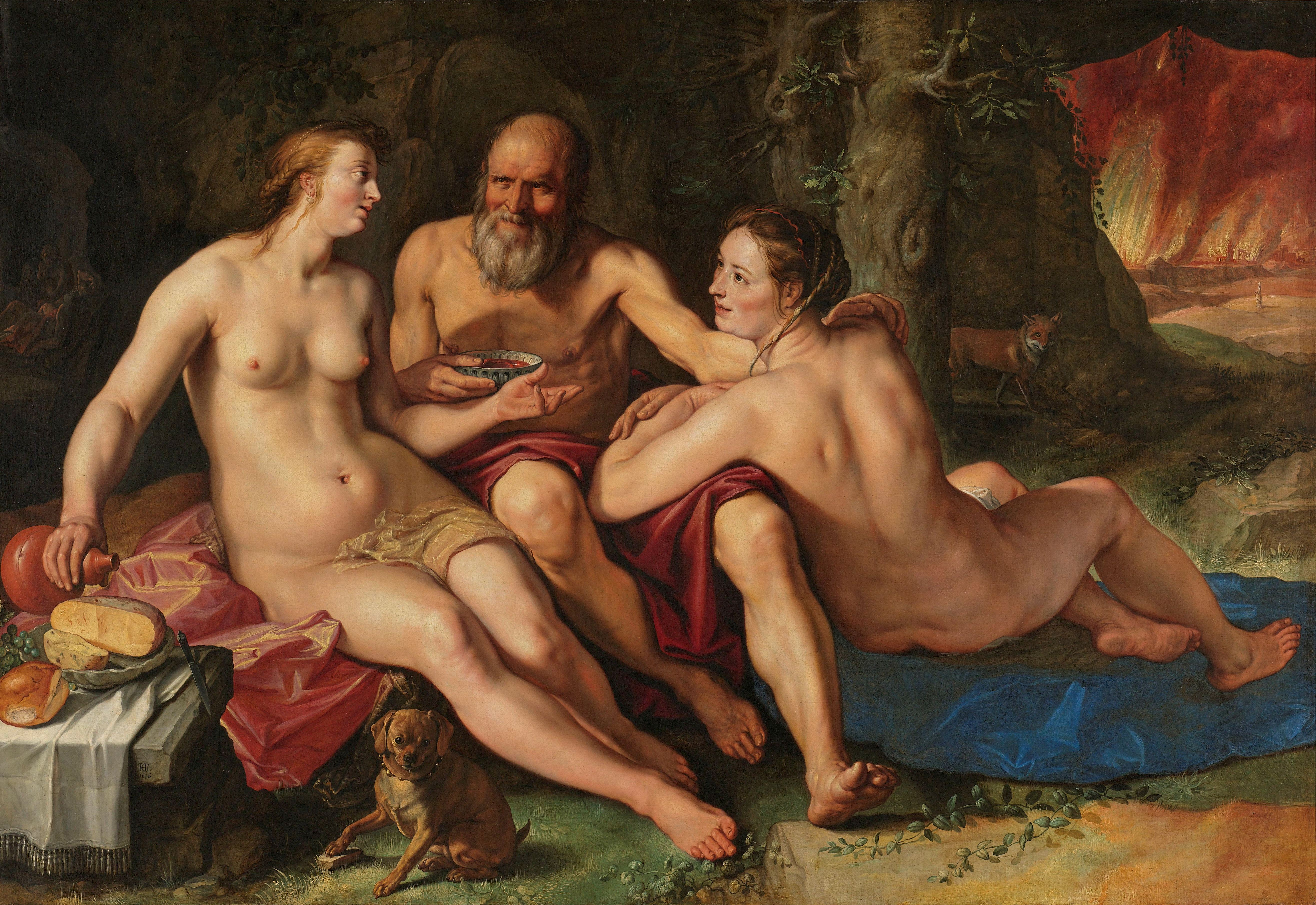
Лот с дочерьми. 1616. Холст, масло. Рейксмюсеум, Амстердам
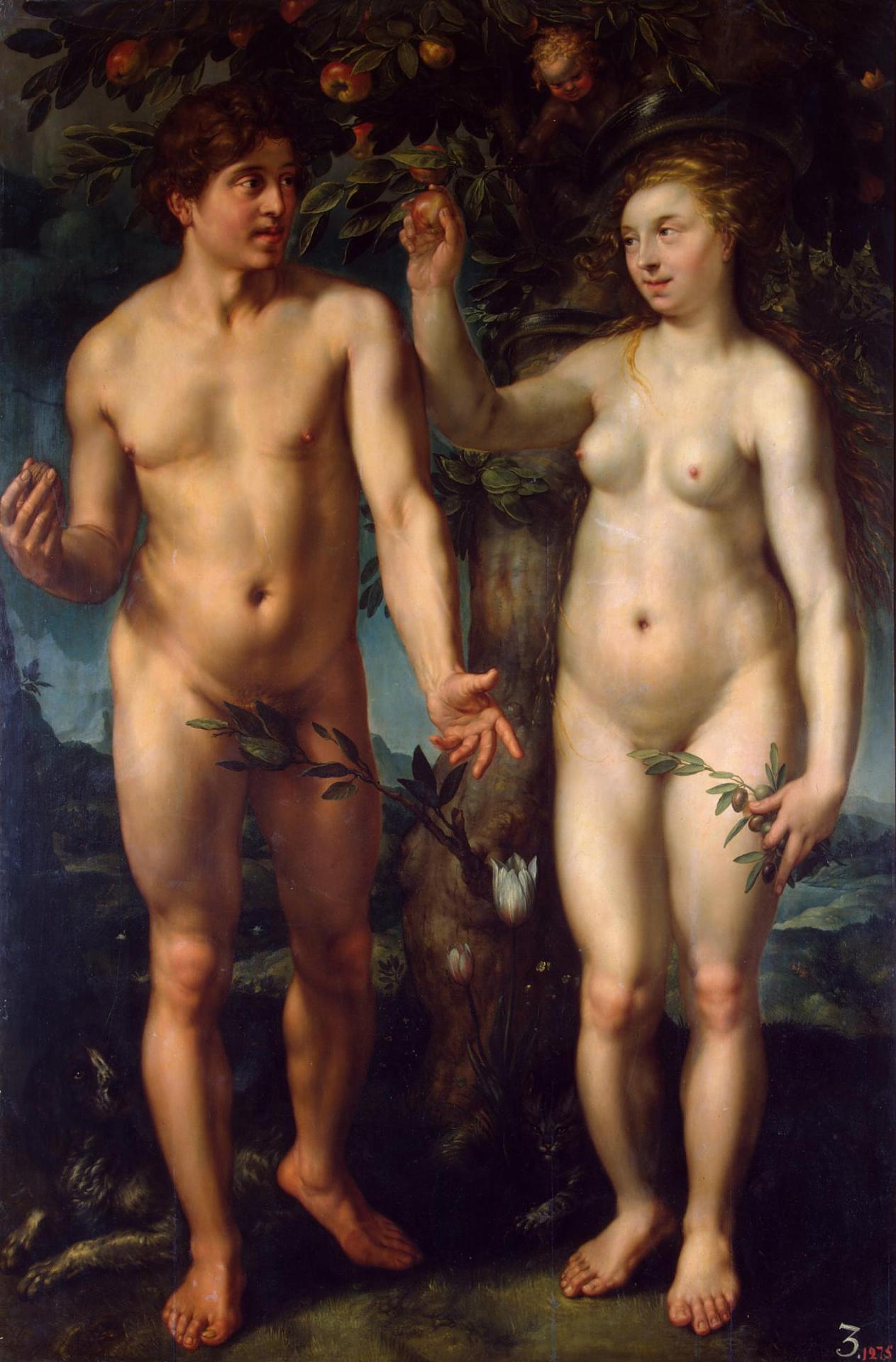
Адам и Ева (Грехопадение). 1608. Дерево, масло. Государственный Эрмитаж, Санкт-Петербург
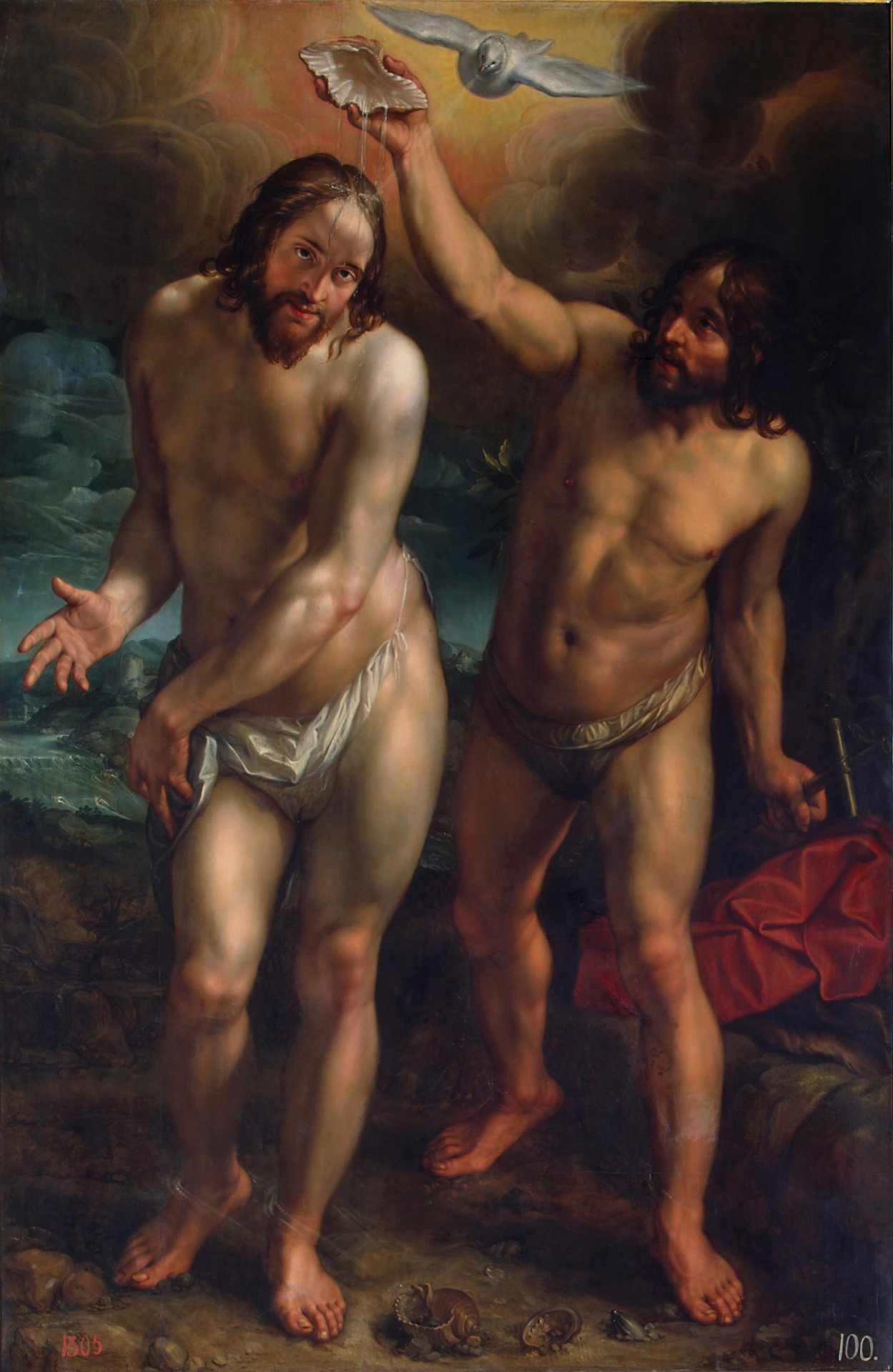
Крещение. 1608. Дерево, масло. Государственный Эрмитаж, Санкт-Петербург
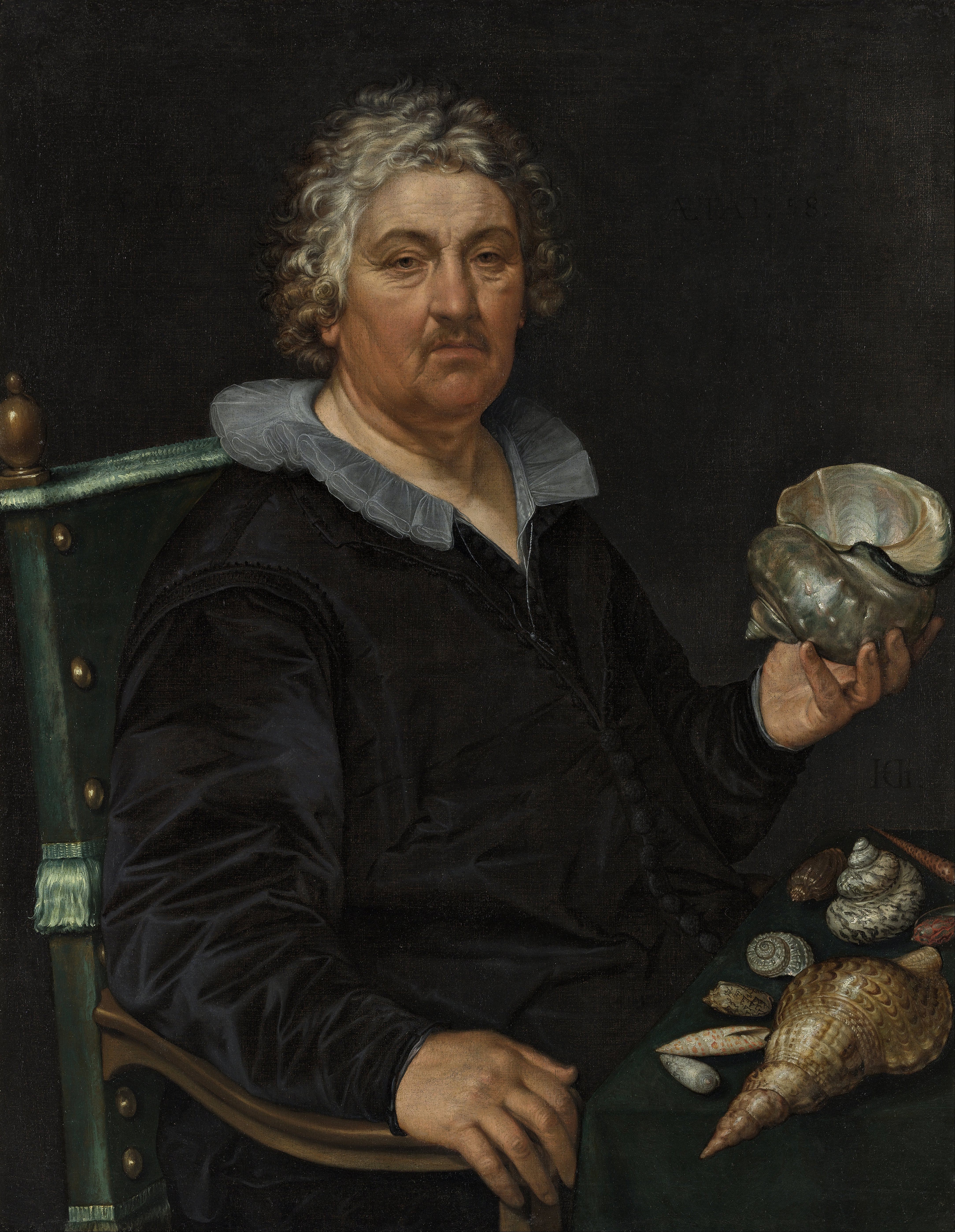
Портрет Яна Говертса ван дер Ара. 1603. Холст, масло. Музей Бойманса — ван Бёнингена, Роттердам
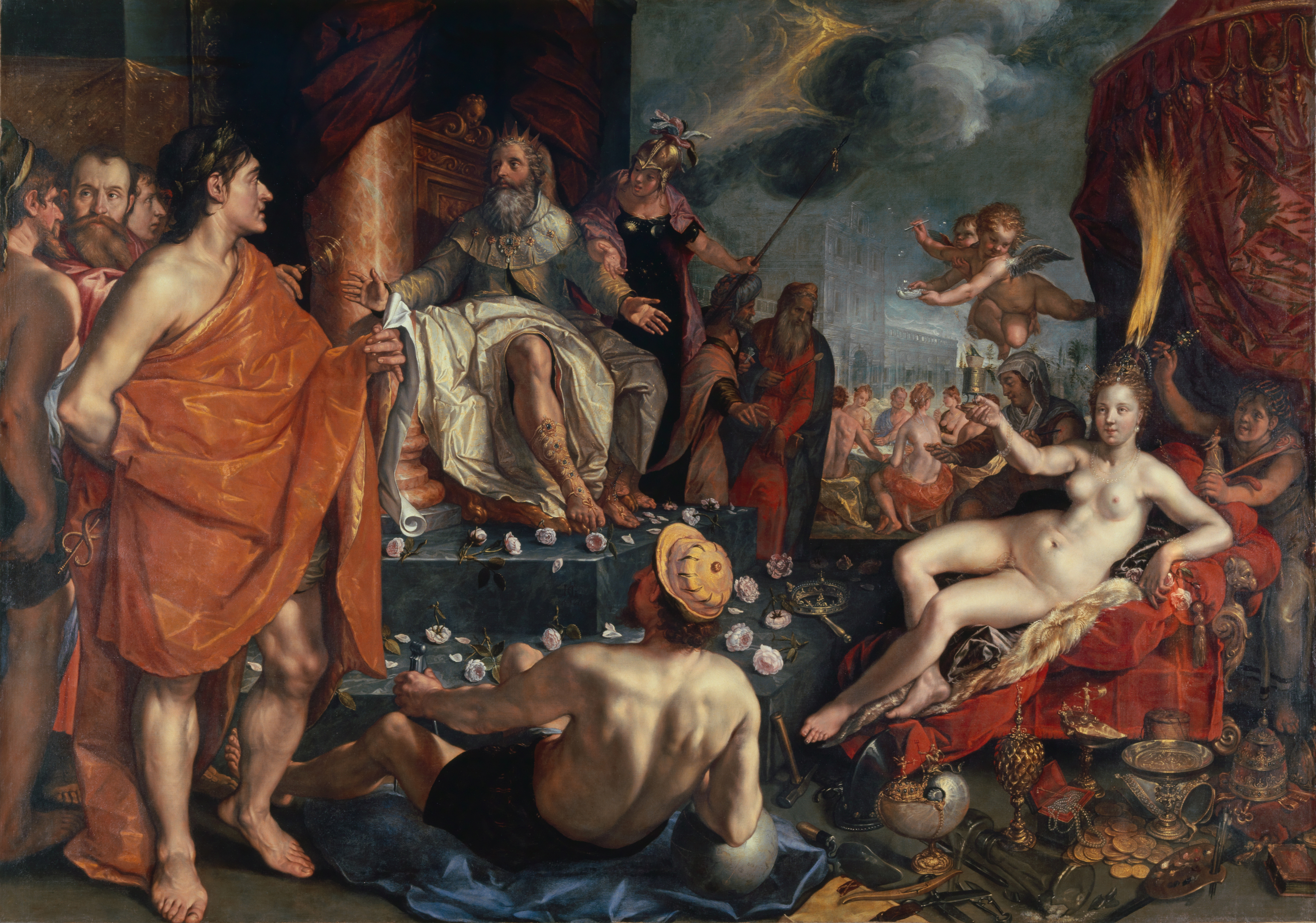
Гермес представляет Пандору царю Эпиметею. 1611. Холст, масло. Базельский художественный музей
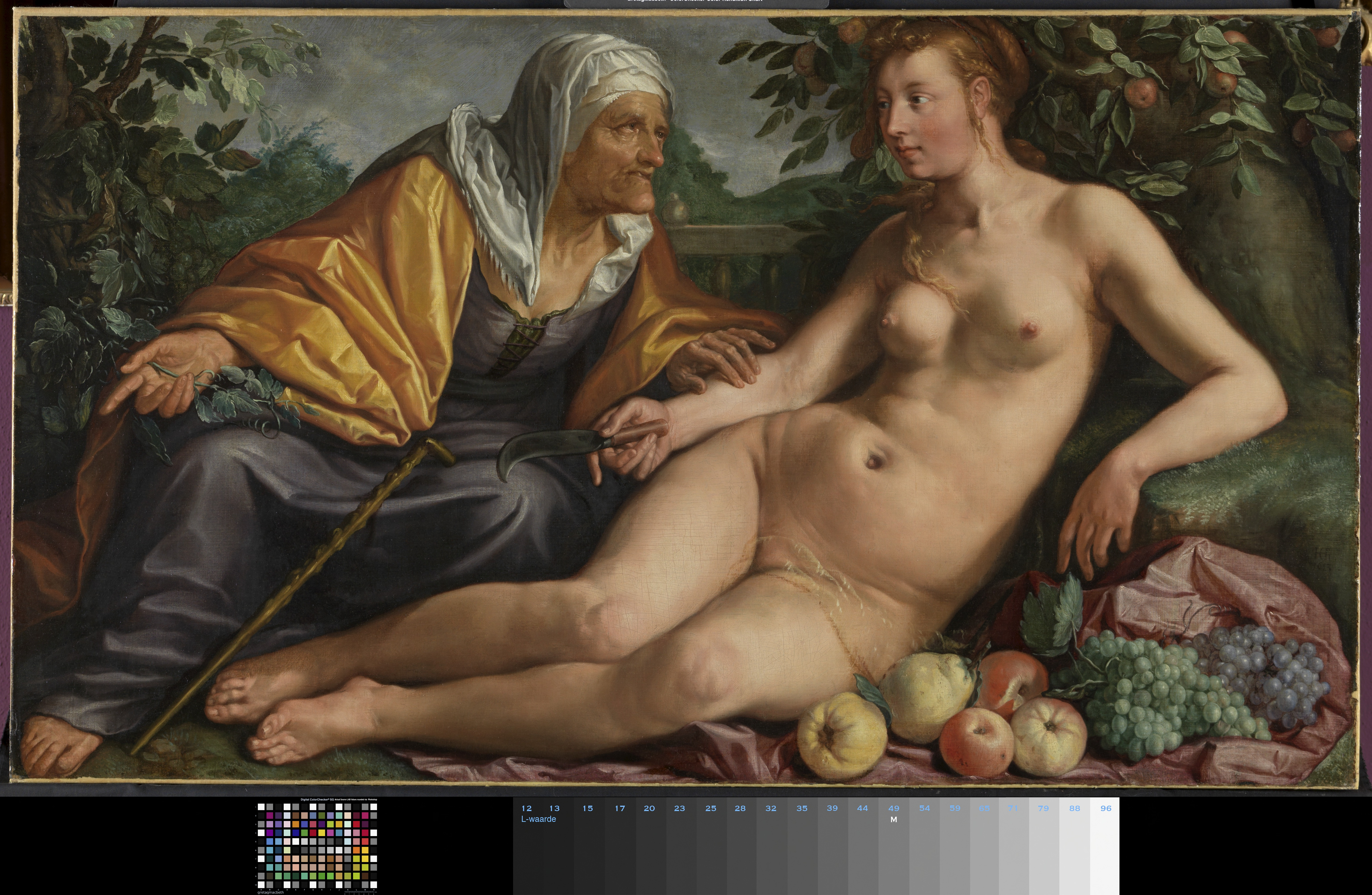
Вертумн и Помона. 1613. Холст, масло. Рейксмюсеум, Амстердам
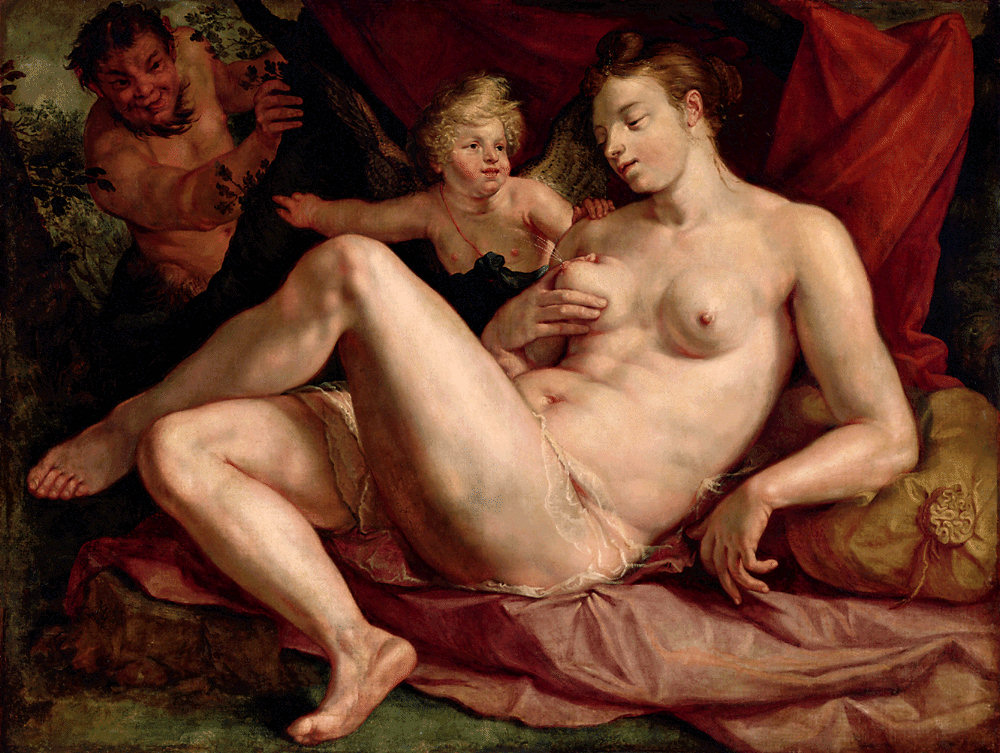
Юпитер и Антиопа. 1616. Холст, масло. Лувр, Париж
Грехопадение. 1616. Холст, масло. Национальная галерея искусства, Вашингтон